# Van den Branden de Reeth

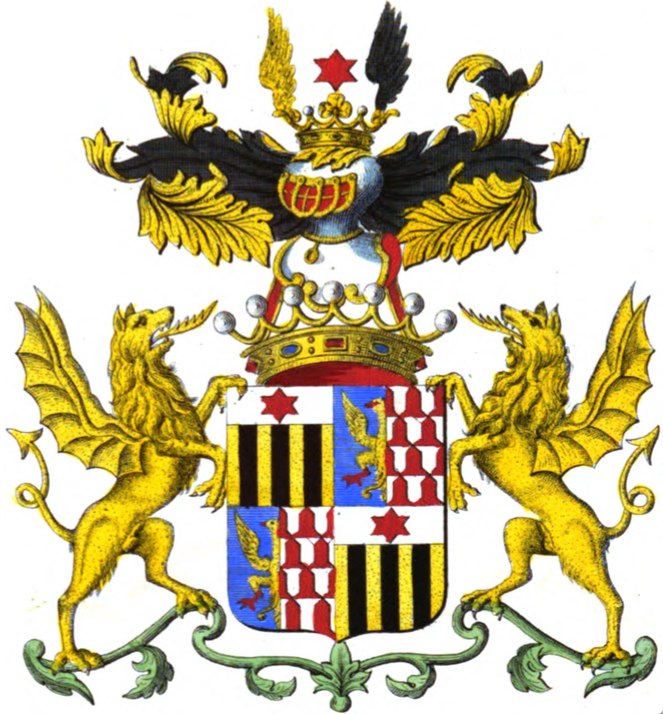
Geslachtswapen

Van den Branden de Reeth is de naam van een Belgisch adellijk geslacht.

## Geschiedenis
De stamreeks begint met Gilles van den Branden wiens zoon Jacques in 1620 werd gedoopt, tevens eerste vermelding van een lid van dit geslacht.
In 1689 werd een lid van de familie in de adelstand verheven. In 1691 volgde de verlening van de titel van ridder. In 1717 werd de adeldom bevestigd.
In 1823 werd Jean van den Branden (1762-1826), voormalig heer van Reeth, en in de Franse tijd onderprefect in Mechelen, erkend te behoren tot de Nederlandse adel met de titel van ridder, overdraagbaar op alle mannelijke nakomelingen. Op de eerste adelslijst kwam hij voor met de naam van den Branden de Reeth, familienaam die voortaan door alle erfgenamen werd gedragen.
In 1828 werd aan zijn zoon Henri (1792-1846) de titel van baron verleend met overgang bij eerstgeboorte, maar hij bleef vrijgezel en had geen nageslacht. In 1856 gebeurde hetzelfde voor een andere zoon, Félix (1809-1867). Een zoon van Félix, Gustave (1842-1913), werd in 1871 de titel van baron verleend met overdracht op alle nakomelingen.
Anno 2018 waren er nog 26 mannelijke afstammelingen in leven, de laatste geboren in 2018. De ridderlijke tak staat op uitsterven.

### Wapenbeschrijvingen
- 1689: Escartellées, au premier et quatrième d'or, à trois pals de sable, au chef d'argent, à l'estoille de six raiz de gueules, au deuxième et troisième d'azur, au demy aigle d'or, becqué et membré de gueules, party, vairé d'argent et de gueule. Timbre d'argent, grillé, liseré et couronné d'or, et sommé d'une estoille de l'escu, entre un vol d'or et de sable, aux hachemens de mesme.
- 1692: beschrijving analoog met die van de hoger aangehaalde open brieven van 1689, behalve: [Supports:] deux dragons d'or, crachan[t] feu.
- 1717: Scutum videlicet in quatuor areolas divisum, quarum prima et quarta aureae, tribusque palis nigris inscriptae caput habent argenteum, stella rubea sex radiorum notatum, in secunda vero et tertia caeruleis semi-aquila aurea rostro unguibusque rubeis exhibetur, et pro parte argentum et color rubeus ad tintinnabulorum alternantium figuram dispositi sunt. Scuto incumbit galea argentea clathrata coronataque, cuius apex est stella scutaria inter duas alas aquilinas hinc auream, illinc argenteam. Laciniae utrinque defluentes eiusdem metalli et coloris sunt.
- 1823: Gevierendeld, waarvan het eerste en vierde deel van goud, beladen met drie palen van sabel, het chef van zilver, beladen met eene zespuntige ster van keel, het tweede en derde deel parti, waarvan het eerste deel van lazuur, beladen met eenen halven klimmenden <halven> arend van goud, gebekt en gepoot van keel, 't tw[ee]de deel gevaireerd van keel en zilver. Het schild gedekt met eenen helm van zilver, gekroond, geboord, getralied en gesierd van goud, gevoerd van keel, waarop tot helmteeken is geplaatst de ster van het schild, geëmbrasseerd door eene vlugt, die ter regter zijde van goud, en die ter linker van sabel, voorts met zijne helmdekken van sabel, en goud. Het schild ter wederzijde vastgehouden door eenen klimmenden, gevleugelden en vuurspuwenden draak van goud.
- 1856: Écartelé, au premier et quatrième d'or, à trois pals de sable, au chef cousu d'argent, chargé d'une étoile à six rais de gueules, au deuxième et troisième parti d'azur, à la demi aigle de l'Empire d'or, becquée et membrée de gueules, mouvante de la partition senestre, et vairé d'argent et de gueules. Couronne de baron. Supports: deux dragons d'or, vomissant des flammes.

## Enkele telgen
- Ridder Jean van den Branden (1762-1826), voormalig heer van Reeth, onderprefect in Mechelen.
  - Baron Henri van den Branden de Reeth (1792-1846).
  - Baron Félix van den Branden de Reeth (1809-1867), schepen van Mechelen, lid van de Kamer van volksvertegenwoordigers.
    - Baron Victor van den Branden de Reeth (1841-1909), titulair bisschop van Eritrea, bisschop van Tyrus, hulpbisschop van Mechelen.
    - Baron Gustave van den Branden de Reeth (1842-1913), stamvader van de baronale tak.
      - Baron Raymond van den Branden de Reeth (1870-1947), eerste advocaat-generaal bij het hof van beroep in Brussel.
        - Baron Adrien van den Branden de Reeth (1899-1980), minister, eerste advocaat-generaal bij het hof van beroep in Brussel.
          - Dr. Jean baron van den Branden de Reeth (1929-2006)
            - Dr. Yves baron van den Branden de Reeth (1959), chef de famille
              - Pierre baron van den Branden de Reeth MSc. (1987), vermoedelijke opvolger als chef de famille

        - Baron André van den Branden de Reeth (1900-1967), generaal-majoor.
        - Baron Jacques van den Branden de Reeth (1908-1962), directeur van de Filharmonische Vereniging.

    - Ridder Constant van den Branden de Reeth (1843-1914), stamvader van de ridderlijke tak.